# Turkiska köket

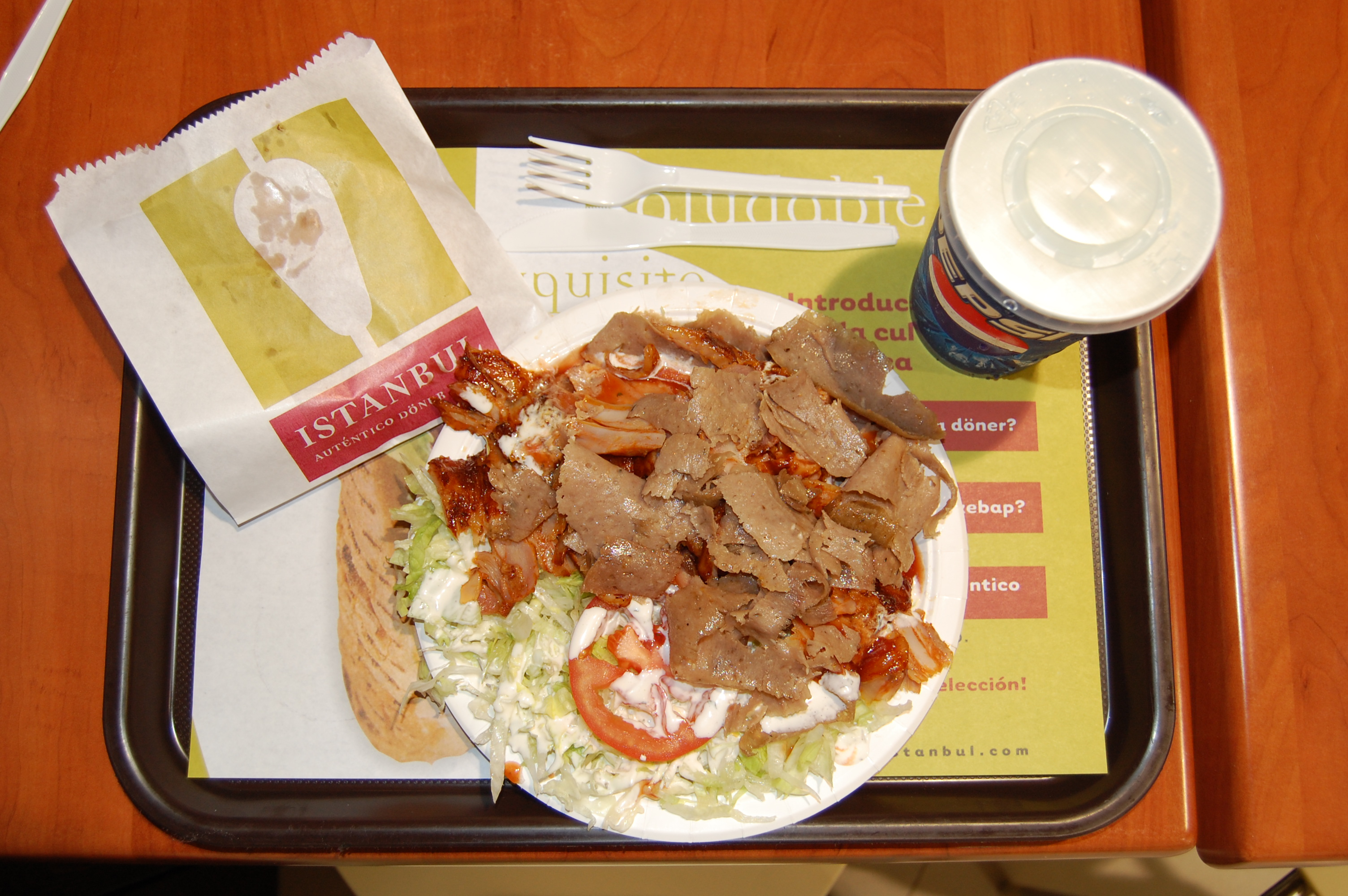
Döner

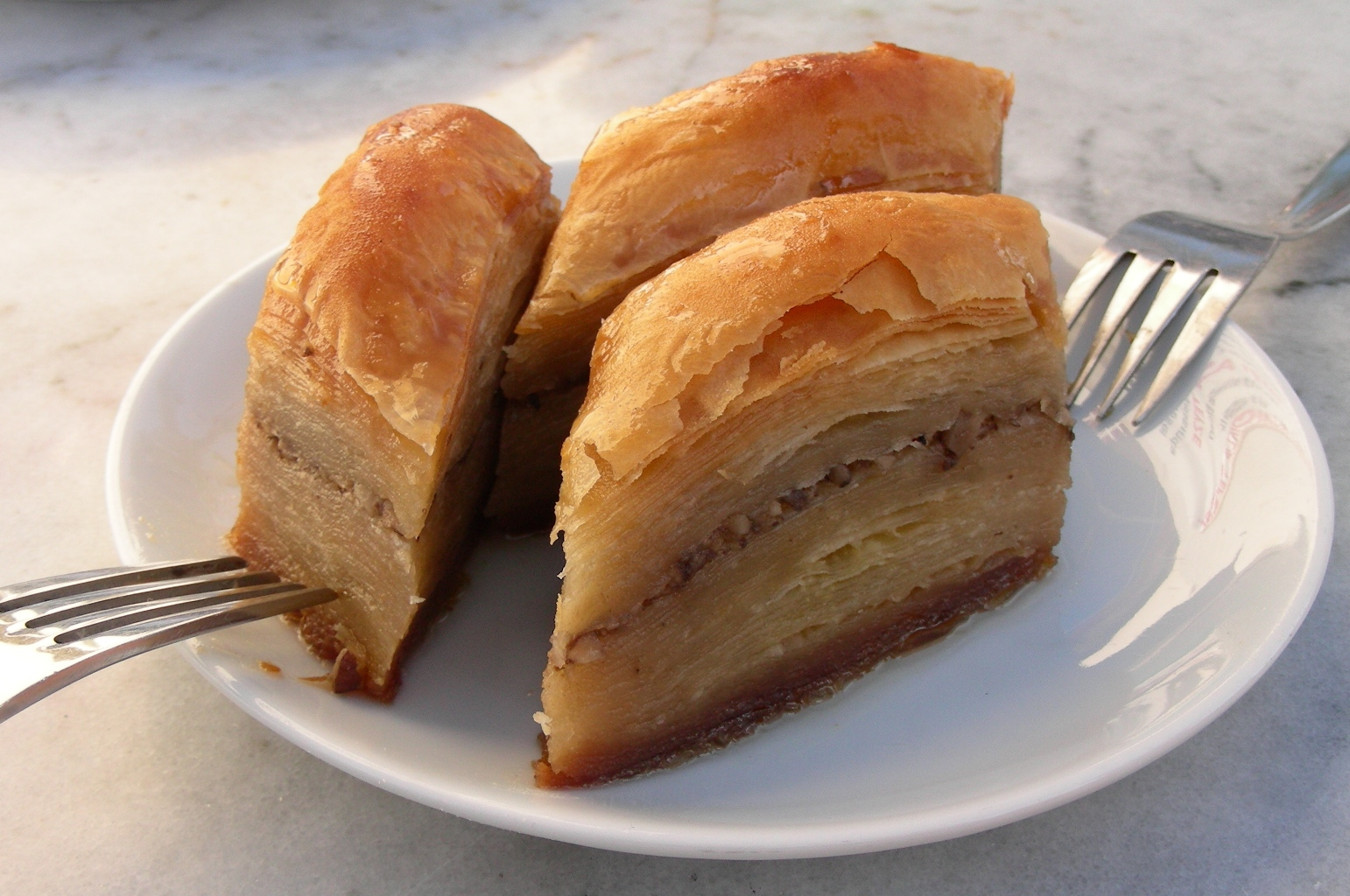
Baklava

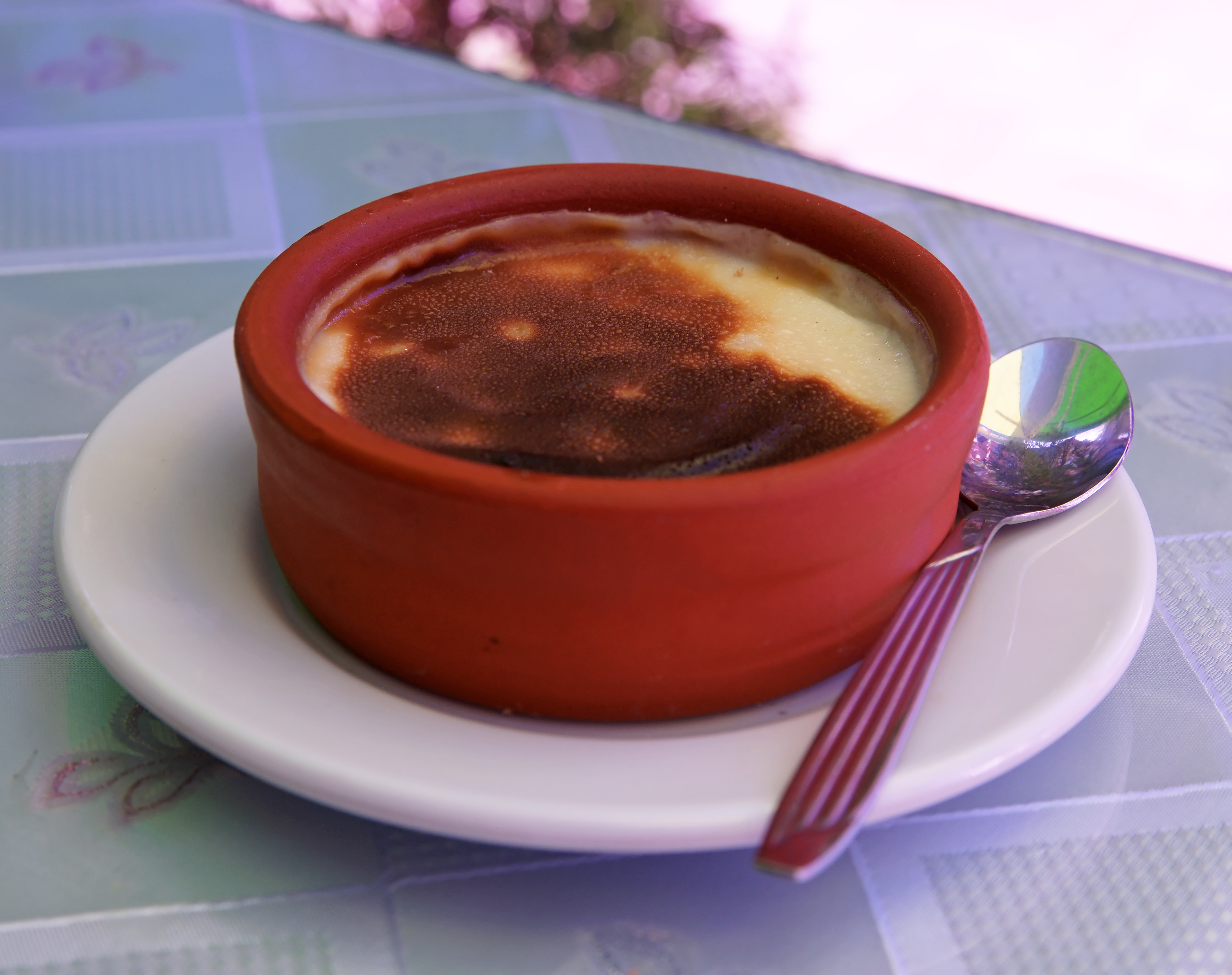
Fırın sütlaç (Risgrynsgröt turkse).

Turkiska köket är den kokkonst som är typisk för Turkiet eller turkar. 

## Bakgrund och historia
Det turkiska köket är en variant av det iranska köket och växte fram under den osmanska tiden då iransk kultur var norm. Flera livsmedel och maträtter har namn som kommer från persiskan, som till exempel kebab, pilaff och köfte.  Den osmanska rikets matkultur fick i sin tur stor spridning i de länder som osmanerna styrde över. Osmanska riket hade sina egna kockar som experimenterade fram nya maträtter och smaker. Det turkiska köket har inspirerat hela världen. 

## Maträtter
Det turkiska köket är känt för sina auberginerätter, kebab och pilaff. Turkisk mat innehåller mycket vitlök, spiskummin, stark chili och färska örter. Man äter många grönsaksrätter och lök ingår i nästan allt. Till maten äts alltid vitt bröd. Det turkiska köket innehåller även mängder av olika risrätter. Sallad i olika former serveras alltid till maten. Soppor är också vanligt. Mynta förekommer i nästan varenda måltid. 
På restaurangmenyerna återfinns ofta mängder av olika förrätter, som kallas meze. Detta kan till exempel vara röror av olika slag; baserade på tomat, paprika eller yoghurt.  Friterade grönsaker eller ostrullar (fetaostfyllda smördegsrullar som också kallas sigara börek) är också vanligt förekommande. 
Fisk brukar grillas eller stekas. Köttfärs används som fyllning i paprikor eller andra grönsaker eller till att göra köfte med. Kyckling, lamm och nötkött är vanligt förekommande, antingen i grytor eller som grillat, men grönsakerna utgör oftast huvuddelen av måltiden. 
Kebab finns i olika former. Förutom den som liknar den sort som blivit populär i västvärlden finns det kebab som är grillspett, i gryta, i lerkrus, etc. Kebab kan vara gjort av köttfärs eller bitar av nöt eller lamm. 
Börek är en typ av olika maträtter som görs av tunna, tunna smördegsblad (gjorda av ägg, mjöl, smör och vatten). De kan fyllas med ost eller kött och rullas eller vikas. De kan läggas lager på lager med fyllning emellan. 
Det finns mängder av söta desserter, men den mest välkända är baklava. Turkarna är ett tedrickande folk och teet dricks i små teglas. Äppelte brukar förknippas med det turkiska köket, även om det är vanligare med svart te.

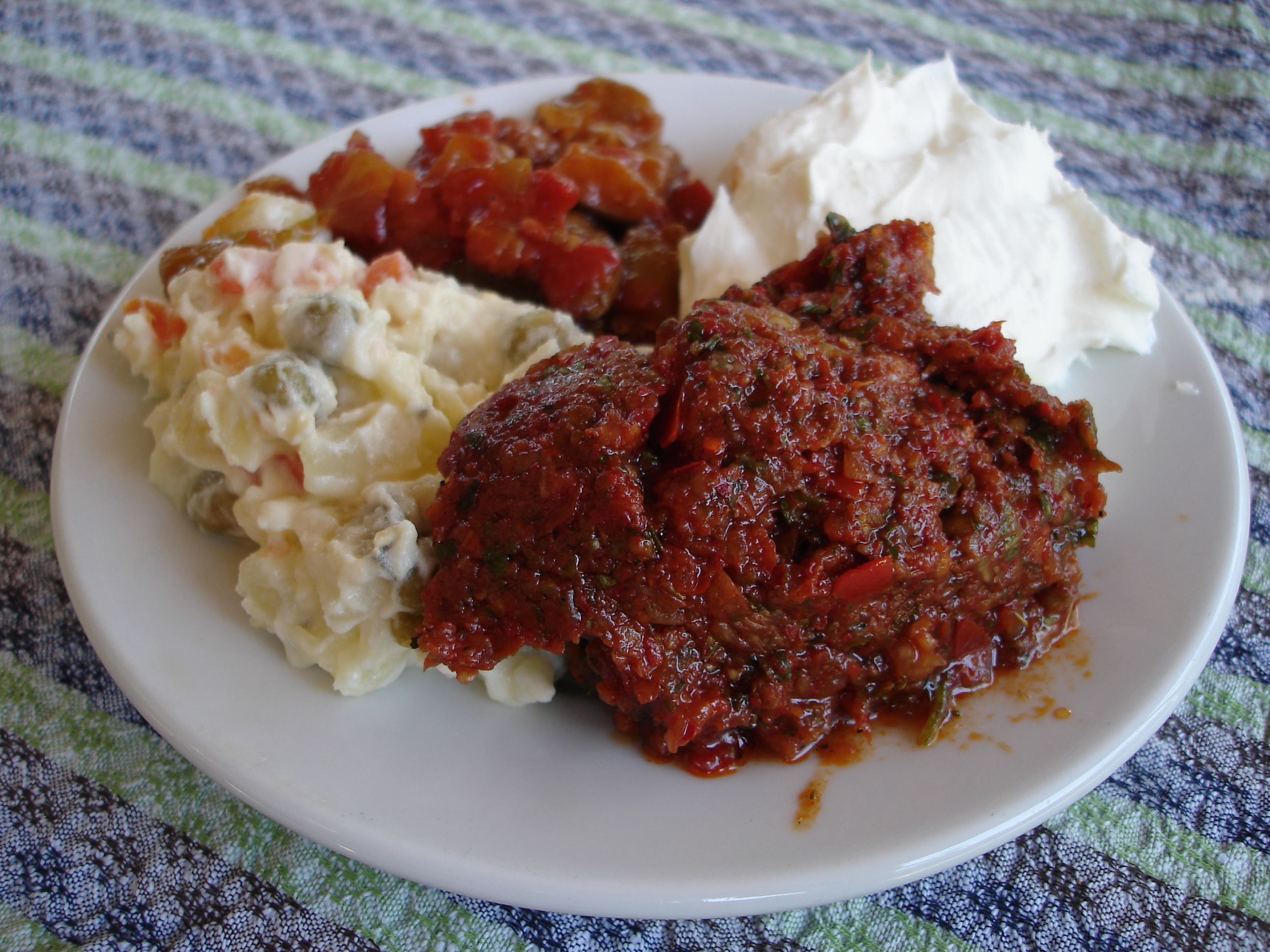
Klassisk turkisk mezetallrik.

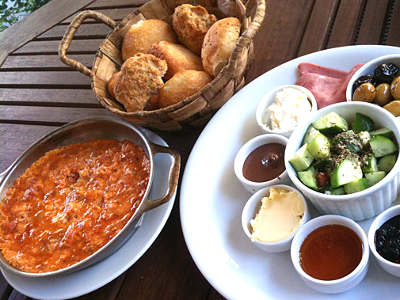
Turkisk frukost